# Dezodorant

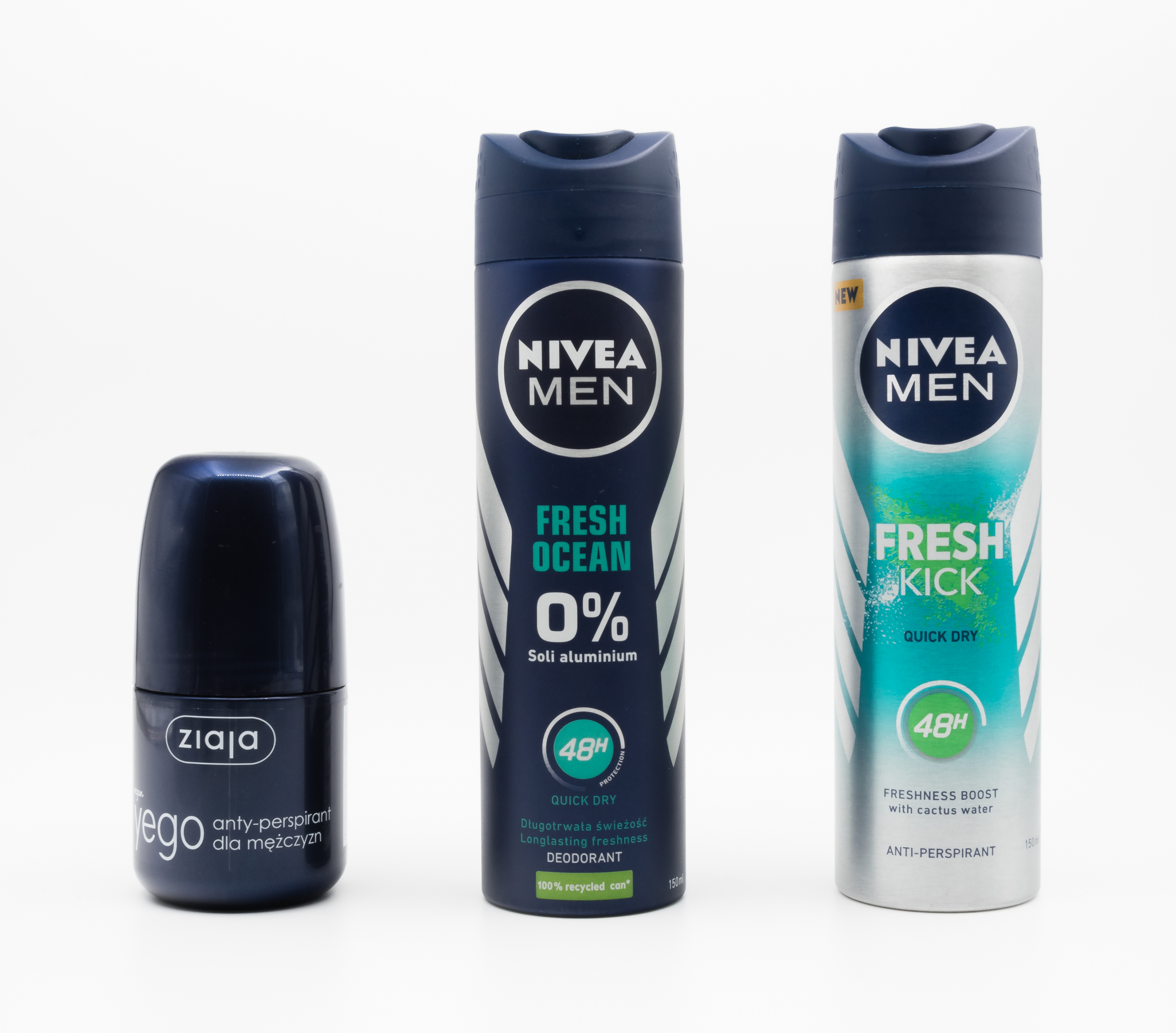
Dezodoranty

Dezodorant – środek chemiczny pomagający zwalczać nieprzyjemny zapach ciała. 
Pierwsze wzmianki o pierwowzorze dezodorantu pojawiły się około 5500 lat temu na terenie dzisiejszych Chin. Początkowo były to minerały zawierające glin. W Europie odpowiedniki dzisiejszych dezodorantów pojawiły się w I wieku p.n.e, 3400 lat później niż w Chinach. Uzyskiwane były również ze związków glinu przez Rzymian.
Na początku XX wieku naukowcy zaczęli szerzej poznawać problem potu i nieprzyjemnego zapachu, będącego jego rezultatem. W 1900 pojawiały się dezodoranty, w kształcie znanym dziś. Marka Rexona, potentat w dziedzinie dezodorantów, powstała w Australii stworzona przez farmaceutę. Norweg Erik Rotheim opracował metodę rozpylania płynów w 1926. W tym samym roku Amerykanin Julis S. Khan wpadł na pomysł zastosowania metalowej puszki jako pojemnika jednorazowego użytku. Gotowy produkt wprowadził na rynek w 1941 naukowiec amerykański Lyle Goodhue. W 1941 pojawiła się najbardziej popularna forma dezodorantu – spray.
Niektóre dezodoranty, które używane są przez kilka miesięcy, mogą doprowadzić do późniejszych alergii. Zaleca się zmianę dezodorantów co dwa miesiące.